# ويندي ماير
ويندي ماير (بالإنجليزية: Wendy Mayer)‏ هي أكاديمية أسترالية، ولدت في 23 يناير 1960.